# Menhirs du Plessis
Les menhirs du Plessis sont un groupe de deux (anciennement trois) menhirs situés à le Bernard, dans le département français de la Vendée.

## Protection
Les deux menhirs sont inscrits au titre des monuments historiques par arrêté du 6 octobre 1936.

## Description
Selon Léon Audé, qui en donne une description en 1841, le groupe se composait de trois menhirs qui formaient un triangle équilatéral d'environ 100 m de côté. Le plus grand des trois est un bloc de granite d'une longueur totale de 7 m, de 3 m de diamètre à la base. Renversé en février 1978, il fut redressé le 29 novembre 1978 et calé avec une semelle de béton. La fouille de la fosse de calage pratiquée à cette occasion, permit d'y découvrir quelques éclats de silex et fragments de meules. Il serait orné de trois cupules près du sommet sur la face est.
Le second menhir, en granite lui aussi, mesure 3,60 m de hauteur. Les irrégularités visibles à la base du menhir ont longtemps été interprétées comme des gravures anthropomorphes mais selon Gérard Benéteau il s'agirait d'irrégularités d'origine naturelle correspondant à une minéralisation d'aplite formant relief.
Le troisième menhir, qui était le plus petit des trois, se dressait à l'est des deux premiers. Dénommé la Pierre Folle, il fut détruit vers 1860 selon l'abbé Ferdinand Baudry.
Selon Roger Joussaume, chacun de ces trois menhirs pourrait correspondre aux vestiges de plusieurs petits alignements désormais détruits, le triangle qu'ils forment depuis n'étant qu'un résultat du hasard.

## Folklore
Selon la légende, les fées et les fradets habitaient la Pierre Folle. Ils côtoyaient les paysans lors des veillées nocturnes et entraînaient les passants attardés après minuit dans des rondes fantastiques autour de grands feux. Un pieux seigneur local entreprit de reconstruire l'église du village près des mégalithes mais les fées, dérangées par ce projet, retiraient chaque nuit les pierres utilisées durant le jour pour la construction et les remportaient là d'où elles venaient.